# Domasan
Domasan (en francès Domasan) és un municipi francès situat al departament del Gard i a la regió d'Occitània.